# Bacqueville-en-Caux

Bacqueville-en-Caux este o comună în departamentul Seine-Maritime, Franța. În 1 ianuarie 2022 avea o populație de 1.897 de locuitori.